# Martin Hinton
Martin Alister Campbell Hinton (* 29. Juni 1883 in London; † 3. Oktober 1961), mitunter M. A. C. Hinton bzw. MAC Hinton, Martin A. C. Hinton oder Martin Hinton, war ein britischer Zoologe und Geologe am Natural History Museum in London, der häufig zu Themen mit paläontologischem Bezug arbeitete. Er galt als Experte für Nagetiere und Wale sowie für die Geologie des Thames Valley, des Flusstals der Themse. Einer breiteren Öffentlichkeit wurde er jedoch durch seine Verwicklung in den Fall des sogenannten Piltdown-Menschen bekannt, den gefälschten Fund eines angeblichen Urmenschen.

## Leben

### Herkunft, Anstellung an den Inns of Court und erste naturwissenschaftliche Schritte
Hinton wurde 1883 in London als ältestes von drei Kindern von Helen Campbell und dem Gerichtsschreiber und Auslandskorrespondenten Martin Hinton geboren. Mütterlicherseits stammte seine Familie aus dem schottischen Ross-shire, väterlicherseits kam die Familie aus Market Drayton in Shropshire und war entfernt mit der Naturforscherdynastie der Sowerbys verwandt. Hinton besuchte zunächst eine Schule, die von zwei seiner Tanten väterlicherseits betrieben wurde, und entwickelte schon früh ein Interesse an den klassischen Geisteswissenschaften. Sein Interesse an der Natur wurde von den Sowerbys geweckt. Mit zehn Jahren wurde Hinton durch den Tod seines Vaters Halbwaise und als ältestes Kind musste er fortan helfen, den Lebensunterhalt der Familie zu sichern. Dadurch musste er auch die Schule verlassen. Über einen Freund seines Vaters erhielt er mit zwölf Jahren eine Stelle als Bürogehilfe bei den Barristern an den Inns of Court. In seiner Freizeit sammelte er Gegenstände in lokalen Kiestagebauen und besuchte Bibliotheken und Museen. Der darauf aufmerksam gewordene Patentanwalt John Cameron Graham beschloss, den Jungen zu fördern, und stellte ihn in sein Büro ein und nahm ihn unter seine Fittiche. In den folgenden Jahren erhielt er die Möglichkeit, neben seiner Anstellung seinen wissenschaftlichen Interessen weiter nachzugehen. Unter anderem wurde er Mitglied des sogenannten Ightham Circle, einer Gruppe geologisch interessierter Menschen in Ightham, die sich besonders für sogenannte Eolithen interessierte und eigene Feldforschungen durchführte. Bereits 1899 begann er, selbst wissenschaftlich zu veröffentlichen, unter anderem in den Proceedings of the Geologists’ Association, den Proceedings of the Zoological Society of London und dem Geological Magazine.
Als John Cameron Graham 1908 an ein Grafschaftsgericht wechselte, wurde Hinton Bürochef seines Nachfolgers William Neill. 1910 erhielt er zusätzlich zu seiner Anstellung an den Inns of Court eine Freiwilligenstelle in der geologischen Abteilung des Natural History Museum. Zunächst katalogisierte er dort die von Charles Immanuel Forsyth Major ins Museum gebrachten geologischen Fundstücke. 1912 wechselte er in die zoologische Abteilung des Museums, weiterhin als Freiwilliger. Dort arbeitete er unter Arthur Smith Woodward, der zur gleichen Zeit auch Kustos des Museums war. Versuche, sich auf eine feste Anstellung zu bewerben, scheiterten zunächst an der fehlenden Zustimmung von Woodward. Andern Angaben zufolge heißt es, dass es zwischen Hinton und Woodward einen Konflikt um Hintons Bezahlung gegeben habe. Während Woodward auf einer Bezahlung nach Abschluss des jeweiligen Projektes beharrte, soll Hinton einen wöchentlich ausgezahlten Lohn verlangt haben. Brian Gardiner nannte 2003 als konkreten Fall eine geplante Katalogisierung der Nagetierbestände des Museums durch Hinton, ein Projekt, das von Forsyth Major bereits begonnen, aber nicht weitergeführt worden war. Da diese Arbeit letztlich für mehrere Monate ausgelegt und Hintons damalige finanzielle Situation mehr schlecht als recht war, forderte er einen wöchentlichen Lohn, der von Woodward unter Verweis auf die Lohnpolitik des Museums abgelehnt wurde.
Um 1912/1913 besuchte Hinton Ausgrabungen des Natural History Museum im Dorf Piltdown nahe Uckfield südlich von London. Der Amateurarchäologe Charles Dawson hatte dort in einer Kiesgrube einige Knochen gefunden und später an Arthur Smith Woodward übermittelt, der bei eigenen Besuchen weitere Knochenfunde machte. Unter anderem unter der Beteiligung von Pierre Teilhard de Chardin wurde innerhalb mehrerer Monate ein Skelett gefunden, das Woodward als menschliches Skelett eines prähistorischen Frühmenschen interpretierte. Der sogenannte Piltdown-Mensch wurde zur Sensation in den Zeitungen, in der Wissenschaft aber skeptisch beäugt, stellte er doch die damals üblichen Theorien zur Ausbreitung des Menschen auf den Kopf. Eine Fälschung der Funde konnte damals aber nicht zweifelsfrei nachgewiesen werden. Danach war Hinton Teil einer Arbeitsgruppe um den Zoologen Gerald Edwin Hamilton Barrett-Hamilton, die von Barrett-Hamilton von den Hebriden mitgebrachte Säugetiere analysierte. Nach Barrett-Hamiltons Tod 1914 erhielt Hinton vom Colonial Office und dem Kuratorium des British Museum den Auftrag, die in Barrett-Hamiltons Nachlass enthaltenen Dokumente über seine Forschungen zu Walen vor Südgeorgien zu bearbeiten. Das Projekt dauerte ein Jahr und resultierte einige Zeit später in einer wissenschaftlichen Veröffentlichung. Gleichzeitig übernahm er von Barrett-Hamilton die Herausgeberschaft des mehrbändigen Übersichtswerkes History of the British Mammals, zudem wurde er 1914 Redakteur für Säugetiere beim Zoological Record. Nebenher baute er eine umfangreiche Privatbibliothek mit verschiedenen wissenschaftlichen Veröffentlichungen auf. Trotz dieser umfangreichen wissenschaftlichen Betätigungen war Hinton nach wie vor an den Inns of Court beschäftigt. Erst 1916 kündigte er dort seine Anstellung, als sein Chef William Neill in den Ruhestand ging.

### Feste Anstellung am Natural History Museum und Ruhestand
Vor dem Hintergrund des Ersten Weltkriegs bewarb sich Hinton nach der Aufgabe seiner Stelle an den Inns of Court zunächst als Freiwilliger bei der Armee, wurde aber abgelehnt. Die restlichen Kriegsjahre arbeitete er in einer Munitionsfabrik. Parallel blieb er der Wissenschaft verbunden und behielt seine Redaktionsstelle beim Zoological Record bis 1921. In diesem Jahr erhielt er im Natural History Museum als Assistent in der zoologischen Abteilung eine feste Anstellung, die der Beginn eines rasanten beruflichen Aufstiegs war. Schon kurze Zeit später war er für die Säugetiersammlung des Museums zuständig. 1927 wurde er stellvertretender Kurator der Abteilung und 1936 als Nachfolger von William Thomas Calman Kurator für Zoologie. 1938 galt er sogar als möglicher Kandidat für den Direktorposten des Museums, doch das Museumskuratorium empfand seine Position als zu niedrig. Letztlich entschied sich das Kuratorium für den externen Kandidaten Clive Forster Cooper, dessen Pläne zur Umgestaltung der Ausstellungsfläche Hinton 1943 scharf kritisierte. Zwei Jahre später ging Hinton in den Ruhestand. Neben seiner wissenschaftlichen Arbeit (siehe auch unten) und seinen administrativen Funktionen im Museum war er darüber hinaus in anderen Funktionen im wissenschaftlichen Betrieb involviert. So war er Mitglied der Royal Society, der Royal Society of Arts, der Linnean Society of London, der Geological Society of London und der Zoological Society of London. In der Linnean Society of London war er von 1936 bis 1939 zoologischer Sekretär und von 1939 bis 1940 Vizepräsident; in der Zoological Society of London hatte er letztere Funktion von 1939 bis 1942 sowie von 1945 bis 1949 inne.
1904 hatte Hinton Jane Marten geheiratet; die beiden wurden Eltern zweier Söhne und einer Tochter. 1948 starb seine Frau an Brustkrebs, ein Jahr später ging er eine zweite Ehe mit der Archäologin Dina Portway Dobson (1885–1968) ein, der Witwe des Hellenisten John Frederic Dobson (1875–1947) und Mutter des Unternehmers Richard Dobson (1914–1993). Nach seiner Pensionierung zog Hinton nach Somerset, wo er zusammen mit seiner zweiten Frau das Anwesen Glaisters im Dorf Wrington nahe Bristol bewohnte. Auch im Ruhestand blieb er wissenschaftlich aktiv und entwickelte ein Interesse an der Astronomie. Mit einem Kreuzfahrtschiff unternahm er zwei Weltumsegelungen, um das Weltall fernab der zivilisatorischen Lichtverschmutzung besser beobachten zu können. In seiner Freizeit zeigte sich Hinton kulturell interessiert und malte unter anderem selbst knapp 300 Bilder. Kurz nach einem schweren Sturz starb er am 3. Oktober 1961 im Alter von 78 Jahren. Er hinterließ zwei seiner Kinder und seine zweite Ehefrau, tausende von Tabakdosen mit skelettierten Nagetieren sowie unveröffentlichte Manuskripte und Notizen. Sein Nachlassverwalter wurde der mit ihm befreundete Paläontologe R. J. G. Savage.

## Forschung und Werk
Ein Großteil von Hintons wissenschaftlichen Veröffentlichungen behandelt geologische und zoologische Themen mit Bezug zum Pleistozän, insbesondere zu Säugetieren, zur Paläoökologie und zur Stratigraphie. Hintons besonderes Interesse galt geologisch dem sogenannten Thames Valley, dem Flusstal der Themse, und zoologisch den Nagetieren, mit Schwerpunkt auf Fragen der Systematik und der economic biology. Ebenfalls galt er als Kenner für Wale. In seinem Frühwerk konzentrierte er sich vor allem auf die Geologie, während er insbesondere seine letzten Jahrzehnte der Zoologie widmete. Prinzipiell galt Hinton als Vertreter einer ausgewogenen Taxonomie. Er befürwortete einen Mittelweg zwischen der Unterscheidung einzelner Arten und einer Zerstückelung der Systematik. Gleichzeitig setzte er sich dafür ein, dass für die wissenschaftliche Untersuchung bestimmter Arten mehrere Typusexemplare verwendet werden sollen. Zudem versuchte er auch ein Augenmerk auf die Umweltbedingungen der jeweiligen Arten zu legen. Hintons wissenschaftliche Positionen orientierten sich an den Forschungen von Herluf Winge, Wladimir Onufrijewitsch Kowalewski und Charles Immanuel Forsyth Major, der Theorie des Lamarckismus und der Theorie einer Abstammung der Nagetiere von den Multituberculata. Hinton argumentierte, dass die Evolution der Nagetiere durch ihr Leben als grabende Tiere und ihre Ernährung durch vergleichsweise harte Nahrungen geprägt worden sei.
Erste eigene Forschungen zur Geologie des Themsetals stellte Hinton bereits als Jugendlicher in Ilford und Wanstead an, mit Hilfe der respektierten Akademiker Edwin Tulley Newton, Bernard Barham Woodward und Alfred Santer Kennard. 1899/1900 schlug er in einem Artikel in den Proceedings of the Geologists’ Association anhand von gefundenen Fossilien von Weichtieren und Wirbeltieren eine erste Einordnung der pleistozänischen Geschichte der Region vor, einschließlich der Datierung bestimmter Schichten und Angaben zum damaligen Klima. Nur wenig später reichte er in einem Artikel im The Essex Naturalist eine geringfügige Korrektur seiner eigenen These ein, unterstützt durch die zusätzliche Einbeziehung versteinerter Pflanzen. 1905 schlug er in Zusammenarbeit mit Kennard eine Einteilung der Bodenablagerungen im Themsetal anhand abgelagerter Gesteine in sieben verschiedene Phasen vor. In den folgenden Jahrzehnten folgten noch unregelmäßig weitere Ergänzungen von Hinton zu diesem Thema, meist am Rande seiner zoologischen Arbeiten. Mehrere große Werke zur pleistozänischen Geologie publizierte er noch 1924 und 1926 (Rivers and lakes und Monograph of the voles and lemmings), unter anderem unter Bezugnahme auf Fossilfunde im Thames Valley und in East Anglia. Insbesondere nahm Hinton an, dass die Vergletscherung Großbritanniens erst im späten Pleistozän begonnen habe und auch nicht sonderlich intensiv gewesen sei. Besonders dieses Werk wurde allerdings in der Forschung für die Auswahl ungünstiger Orte zur Beweisführung kritisiert. Danach konzentrierte er sich fast ausschließlich auf zoologische Themen.
Erste wissenschaftliche Veröffentlichungen zum Themenbereich Zoologie fallen vor allem in die zweite Hälfte der 1900er- und in die frühen 1910er-Jahre. Damals forschte Hinton zu pleistozänen Vertretern der Spitzmäuse, der Wühlmäuse und der Hasen. In mehreren Aufsätzen analysierte er die evolutionsgeschichtliche Bedeutung der jeweiligen Arten und die geologischen Schlüsse, die aus dem Fund entsprechender Arten in bestimmten geologischen Schichten zu ziehen seien. Gleichzeitig benannte er einige neue Arten. Mitte der 1910er-Jahre veröffentlichte Hinton zur Orkney-Feldmaus, ein Produkt der Zusammenarbeit mit Gerald Edwin Hamilton Barrett-Hamilton. Hinton erklärte, dass die Orkney-Feldmaus die einzige Feldmausart der Orkneyinseln sei, aber mehrere Unterarten habe. Mithilfe der statistischen Analyse der Merkmalsvariationen veröffentlichte er anschließend auch eine Überarbeitung der Taxonomie der Nagetiere auf den Inneren Hebriden. Zum Ende des Jahrzehnts verfasste er mit Rats and mice as enemies of mankind ein Überblickswerk zu Ratten und Mäusen und ging unter anderem auf deren Evolution ein.
Die 1920er-Jahre standen in Hintons Werk wiederum im Zeichen der Aufarbeitung der Museumssammlung, wobei er sich besonders Sammlungsexemplaren aus Afrika und Asien widmete. Ausgehend von der Analyse dieser Typusexemplare publizierte er zur Taxonomie der Nagetiere, hin und wieder auch zu Antilopen, Raubtieren und Fledermäusen. Weitere Forschungen zu Spitzmäusen und Nagetieren publizierte Hinton 1926 im Monograph of the voles and lemmings, in dem er sich unter anderem mit der Evolution der Mäuseartigen beschäftigte. Gleichzeitig stellte das Werk einen Vorschlag zur Überarbeitung der gesamten Taxonomie von Lemmingen und Wühlmäusen dar, auch unter Miteinbeziehung damals neuester Forschungsergebnisse unter anderem von amerikanischen Wissenschaftlern. 1933 analysierte er im Auftrag des Geological Survey of India Nagetierfossilien einer tertiären Schicht der Siwaliks. Dabei beschrieb er zwei neue Gattungen und vier neue Arten. Hinton war einer der Ersten, die den Wert fossiler Wühlmäuse zur geologischen Analyse pleistozäner Erdschichten erkannten. Ebenso gilt seine Arbeit zur Taxonomie der Wühlmäuse als wegweisend.
Ein weiterer Schwerpunkt von Hintons Arbeit lag auf dem Thema Schädlingsbekämpfung, insbesondere von Nagetieren. Bereits in Rats and mice as enemies of mankind beschäftigte er sich auch mit einer Ausrottung schädlicher Nagetiere im größeren Maßstab, verneinte aber, dass ein solches Unterfangen ökonomisch sinnvoll sei. Allgemeinere Texte dazu verfasste er 1932 und 1943, in denen er Empfehlungen zur Schädlingsbekämpfung gab. Praktisch betätigte er sich als Berater des britischen Landwirtschaftsministerium Ende der 1920er-Jahre und Anfang der 1930er-Jahre, als die Bisamratte sich als Neozoon in Großbritannien ausbreitete und sich immer mehr zu einem Schädling entwickelte. In mehreren Berichten und Studien forderte Hinton ein Verbot der Einfuhr neuer Exemplare und eine geordnete, durch Fachpersonal ausgeführte Kampagne zur Ausrottung des bereits bestehenden Bestandes. Tatsächlich setzte das Ministerium nach einiger Zeit Hintons Empfehlungen um; die Bisamratte war bis Mitte der 1930er-Jahre bis auf einige kleine Restbestände in Schottland in Großbritannien ausgerottet. 1927 beschäftigte sich Hinton ferner mit einer Familie des Kleinen Schwertwals, die im Dornoch Firth gestrandet war. Zusammen mit dem Taxidermisten und Präparator Percy Stammwitz reiste er nach Schottland und erstellte von den gestorbenen Tieren detaillierte Aufzeichnungen, mithilfe extra angeheuerter Hilfsarbeiter. Hinton organisierte und leitete die gesamte Unternehmung, in deren Rahmen 143 der insgesamt etwa 150 verendeten Exemplare trotz widriger Umstände untersucht wurden. Die Überreste dreier Exemplare präparierte er so weit, dass sie nach London transportiert werden konnten und dort weitere Untersuchungen möglich waren. Hinton sammelte Daten und analysierte ausführlich den Körperbau der Exemplare sowie andere Aspekte wie den Parasitenbefall und stellte Kalkulationen zur Populationsdynamik auf. Später veröffentlichte er seine Ergebnisse; seine Arbeit zu den gestrandeten Kleinen Schwertwalen gilt als wichtiger Beitrag zur Erforschung der Populationsdynamiken von Walen.

## Fälscher des Piltdown-Menschen?
1953 bewies eine Forschungsgruppe um Kenneth Page Oakley und Wilfrid Le Gros Clark, dass der Piltdown-Mensch doch kein prähistorischer Urmensch war, sondern eine moderne Fälschung. Der Schädel des vermeintlichen Frühmenschen stammte aus dem Mittelalter und sein Unterkiefer von einem Orang-Utan. Farbstoffe hatten die Knochen künstlich altern lassen. Über die Identität des Fälschers wurde danach viel spekuliert. Charles Dawson und Arthur Smith Woodward galten bald als wahrscheinlichste Kandidaten, auch die Namen von Teilhard de Chardin sowie der Londoner Anthropologen Grafton Elliot Smith und Arthur Keith und des nahe der vermeintlichen Fundstätte lebenden Schriftstellers Arthur Conan Doyle kursierten. Hintons Name war in der öffentlichen Diskussion um die Identität des Fälschers erst später und zunächst auch nur am Rande genannt worden, unter anderem von Beverly Halstead 1979 sowie von L. Harrison Matthews 1983, der Hinton und Teilhard de Chardin als gemeinsame Urheber vermutete. Innerhalb des Natural History Museums sollen unter anderem Kenneth Page Oakley und Errol White Hinton für den Fälscher gehalten haben. Hinton selbst war in den 1950er-Jahren nach den Enthüllungen mehrfach von verschiedenen Personen gefragt worden, was er über die Piltdown-Fälschung und mögliche Urheber denke. Dazu erzählte er bei verschiedenen Gelegenheiten unterschiedliche Geschichten.
Brian Gardiner proklamierte schließlich 1996 zusammen mit Andrew Currant Hinton als Hauptverdächtigen. Ihre These stützten sie auf Analysen von Inhalten eines Schrankkoffers, der 1978 in einem Lagerraum nahe Hintons ehemaligem Büro gefunden worden war. Der Koffer trug kein volles Namensschild, dafür aber die Initialen „M. A. C. H.“, wodurch er Hinton zugeschrieben wurde. Neben verschiedensten Gegenständen enthielt er einige menschliche Knochenstücke und ein Knochenstück eines Mammuts, das dem nie identifizierten zusätzlichen Fundstück von Piltdown ähnelte. Alle Gegenstände waren ebenfalls künstlich gealtert worden. Chemische Analysen zeigten, dass die dafür verwendeten Farbstoffe mit jenen gleich waren, die beim vermeintlichen Piltdown-Menschen benutzt worden waren. Unabhängig davon wurden in Hintons Nachlass auch einige ebenfalls künstlich gealterte Zähne gefunden, die gewisse Ähnlichkeiten mit dem vermeintlichen (damals gesondert aufgefundenen) Eckzahn des Piltdown-Menschen zeigten. Gardiner interpretierte die Gegenstände aus dem Schrankkoffer als „Übungsstücke“ des Fälschers, ehe dieser die später für den Piltdown-Menschen verwendeten Knochenstücke präparierte. Als mögliches Motiv von Hinton nannte Gardiner eine Rache an Woodward, der ihn nicht fest angestellt hatte. Zudem führte Gardiner an, dass Hinton für seine schlechten Scherze bekannt gewesen sei.
Gardiners Theorie erhielt eine gewisse mediale Aufmerksamkeit, in der Fachwelt wurde sie unter anderem von Chris Stringer unterstützt. Der Nature-Redakteur David Dickson sprach vom „ersten eindeutigen Beweis, mit dem man eine konkrete Person beschuldigen kann“. Andere äußerten sich eher kritisch. Edward Thomas Hall schrieb in einer Replik auf Gardiner, Hinton sei nicht mehr als eine von nach seiner Zählung zehn mittlerweile als Fälscher bezeichneten Personen. Gardiners Analysen seien zwar ein Indiz für eine mögliche Beteiligung Hintons, aber kein eindeutiger Beweis. Charles Dawson sei ein wesentlich wahrscheinlicherer Kandidat als Hinton. Die Forschung konnte sich auch nach Gardiners Analysen nie auf eine eindeutige und allgemein erkannte Lösung für die Suche nach dem Fälscher festlegen. Eine von Natural History Museum in den 2010er-Jahren durchgeführte Studie entlastete sogar Hinton und benannte stattdessen Charles Dawson als wahrscheinlichsten Fälscher. Die Forscher des Museums analysierten mit modernen Geräten die Piltdown-Fundstücke erneut und schlossen aus ihren Ergebnissen, dass ein einziger Fälscher die Fundstücke präpariert habe, da alle Fundstücke auf identische Art und Weise behandelt worden waren. Die Studie kam zu dem Schluss, dass der Fälscher kein professioneller Präparator, sondern ein begabter Amateur gewesen sei. Das, sowie die Umstände des Fundes und die weiteren Entwicklungen nach 1912, würden eher für Dawson sprechen: Ein angeblich zweiter Fundort wurde von Dawson bis zu seinem Tod 1916 nie benannt, danach tauchten auch nie wieder irgendwelche Fundstücke auf. Der US-amerikanische Historiker William B. Ashworth Jr. von der Linda Hall Library nahm 2021 daran anschließend an, dass Hinton zwar die im Schrankkoffer gefundenen Gegenstände angefertigt habe, aber erst nach den Funden und um zu überprüfen, ob eine Fälschung überhaupt möglich wäre. Er sei also kein verwegener Fälscher gewesen, sondern vielmehr einer der Ersten, die die Piltdown-Funde skeptisch beäugt hätten.

## Auszeichnungen
- 1916: Lyell Fund der Geological Society of London für seine Arbeiten zu Säugetieren des Pleistozäns[1]
- 1922: Foulerton Award der Geologists' Association[1]
- 1934: Mitglied der Royal Society[1]

## Veröffentlichungen (Auswahl)
Journalartikel
- The Pleistocene deposits of the Ilford and Wanstead district. In: Proceedings of the Geologists' Association. Band 16, Nr. 6, Februar 1900, S. 271–281, doi:10.1016/S0016-7878(00)80047-4.
- mit Alfred Santer Kennard: The relative ages of the Stone Implements of the Lower Thames Valley. In: Proceedings of the Geologists' Association. Band 19, Nr. 2, 1905, S. 76–100, doi:10.1016/S0016-7878(05)80061-6.
- A preliminary account of the British Fossil Voles and Lemmings; with some remarks on the pleistocene climate and geography. In: Proceedings of the Geologists' Association. Band 21, Nr. 10, 1910, S. 489–507, doi:10.1016/S0016-7878(10)80028-8.
- The British Fossil Shrews. In: Geological Magazine. Band 8, Nr. 12, Dezember 1911, S. 529–539, doi:10.1017/S0016756800117625.
- The Pleistocene Mammalia of the British Isles and Their Bearing upon the Date of the Glacial Period. In: Proceedings of the Yorkshire Geological Society. Band 20, Nr. 3, 1926, S. 325–348, doi:10.1144/pygs.20.3.325.
- Stranded whales at Dornoch Firth. In: Natural History Magazine. Band 1, 1928, S. 131–138.
- Diagnoses of new genera and species of rodents from Indian Tertiary Deposits. In: Annals and Magazine of Natural History. Band 12, Nr. 72, 1933, S. 620–622, doi:10.1080/00222933308673728 (ausführlicheres Manuskript unveröffentlicht).

Bücher
- Kuratorium des British Museum (Hrsg.): Rats and mice as enemies of mankind (= Economic Series. Band 8). Natural History Museum, London 1919.
- Rivers & Lakes. The Story of Their Development. Sheldon Press, London 1924.
- Kuratorium des British Museum (Hrsg.): Monograph of the voles and lemmings (Microtinae) living and extinct. Band 1. Natural History Museum, London 1926 (zweiter Band unveröffentlichtes Manuskript).

Herausgeberschaften
- mit Gerald Edwin Hamilton Barrett-Hamilton: A History of British mammals. Band 16–21, Gurney & Jackson, London 1914–1921.